# Hippolyte Sebert
Hippolyte Sebert (nascut el 30 de gener de 1839 a Verberie, prop de Compenha, mort el 23 de gener de 1930 a París) fou un general, científic i esperantista francès.

## Biografia
Oficial d'artilleria colonial, enviat a Nova Caledònia, va fer una exploració molt valuosa de la colònia i va organitzar l'explotació dels seus boscos. Després de la guerra francoalemanya de 1870, va tenir un paper important en la creació de nou material d'artilleria. Va fundar i dirigir el Laboratori Central de la Marina i el camp experimental de Sevran-Livry, per provar la pólvora. Va participar en la creació de la pólvora sense fum i en la perfecció dels torpedes. Va crear molts tipus d'aparells que van permetre determinar les lleis balístiques i altres condicions d'ús del material d'artilleria. Va publicar molts treballs sobre aquests experiments científics.
El 1890, jubilat, es dedicà plenament al treball científic i industrial. Esdevingué director del departament d'artilleria i després president de la importantíssima Societat "Forges et Chantiers de la Méditerranée", i consultor d'altres societats industrials. L'any 1881, va ser secretari del famós Congrés de l'Electricitat, que va iniciar l'important moviment per l'electricitat industrial a França. Va ser president de moltes societats científiques. El 1897 va ser membre de l'Acadèmia Científica (secció de mecànica).
A més, es va convertir, en els cercles científics, en un valent lluitador per dues coses que aportaran una ajuda important al progrés intel·lectual de la humanitat: la bibliografia científica i l'esperanto. Va donar a conèixer el "Repertori Bibliogràfic Universal", a través del qual es fan les elaboracions del pensament humà, posant-lo a disposició de tothom. President de l'Institut Bibliogràfic de Brussel·les, va fundar i dirigir la seva filial de París.

## Aportació a l'esperanto
Es va convertir en esperantista l'any 1898, després d'investigar per trobar la llengua internacional més adequada per a la bibliografia i fins a la seva mort va treballar incansablement per donar-la a conèixer i defensar-la. L'any 1901 llegí un informe al respecte a l'Acadèmia de Ciències, i sempre s'esforçà en aquella Societat, preparant l'acció efectiva de Rollet de l'Isle. L'any 1905 fundà amb Loius Émile Javal l'Oficina Central esperantista (Esperantistan Centran Oficejon), vast organisme de propaganda internacional, defensa de les institucions esperantistes i de l'ensenyament (v. Gabriel Chavet). No només hi va dedicar temps i feina, sinó que va dedicar-hi sumes molt importants, i va ser patró de l'esperanto. Des de la creació de la Comissió Permanent dels Congressos (Konstanta Komitato de la Kongresoj), va presidir i dirigir aquesta organització, i va assistir a quasi tots els Congressos Universals. Va reclutar molts científics i va crear i presidir l'Associació Científica Internacional durant dos anys. Al costat de Zamenhof, Sebert és la persona que, amb la seva forta personalitat, va fer més per l'èxit del moviment esperantista. A més d'articles o informes publicats al Butlletí Oficial d'Esperanto, i en diversos diaris esperantistes, va publicar excel·lents fulletons sobre l'esperanto en francès.
Paul Neergaard, esperantòleg i vicepresident de l'Acadèmia d'Esperanto, va dir de Sebert: «probablement més que qualsevol altra persona, el general Sebert pot ser anomenat el pare del moviment internacional esperantista entre els científics».

## Obres (selecció)
- 1990: Cartes de Sebert a Ludoviko [Zamenhof] (ed. Ito Kanzi)
- 1920: Le mouvement espérantiste avant la guerre et depuis 1914
- 1910: La langue internationale auxiliaire Esperanto
- 1910: Model de classificació de les biblioteques d'esperanto segons el sistema de classificació decimal utilitzat per al repertori bibliogràfic universal (revisió a La Revuo, 6è vol. 1911–1912, p. [146])
- 1909: Esperanto i llengües nacionals